# Dolmen de Kermario
Le dolmen de Kermario est un dolmen situé à l'extrémité sud-ouest des alignements de Kermario à Carnac, dans le Morbihan en France.

## Historique
Le dolmen a été fouillé par J. Miln en 1877 et restauré par Zacharie Le Rouzic en 1929.
Le dolmen est classé au titre des monuments historiques sur la liste de 1889.

## Description
Le dolmen est du type dolmen à couloir. Il ouvre au sud/sud-est,.

## Matériel archéologique
Les fouilles de Miln ont livré un matériel archéologique comprenant une hache polie, des éclats de silex et des fragments de poterie. L'ensemble est conservé au Musée de Préhistoire de Carnac.